# Martín Bravo
Martín Iván „Rata” Bravo (ur. 19 września 1986 w Santa Fe) – argentyński piłkarz z obywatelstwem meksykańskim występujący na pozycji napastnika, obecnie zawodnik meksykańskiego Veracruz.

## Kariera klubowa
Bravo pochodzi z miasta Santa Fe i jest wychowankiem tamtejszego zespołu Colón de Santa Fe. Do seniorskiej drużyny został włączony jako osiemnastolatek przez tandem szkoleniowców Juana Antonio Pizziego i José del Solara; w argentyńskiej Primera División zadebiutował 13 lutego 2005 w przegranym 2:3 spotkaniu z River Plate. Nie potrafił sobie jednak wywalczyć miejsca w wyjściowym składzie i przez cały swój pobyt w Colónie pełnił rolę głębokiego rezerwowego, wobec czego w lipcu 2007 na zasadzie rocznego wypożyczenia przeniósł się do beniaminka najwyższej klasy rozgrywkowej – San Martín de San Juan. Tam początkowo również sporadycznie pojawiał się na ligowych boiskach, lecz po upływie sześciu miesięcy został kluczowym piłkarzem swojej ekipy. Swojego premierowego gola w lidze argentyńskiej strzelił 9 lutego 2008 w wygranym 2:0 meczu z Argentinos Juniors, a cały sezon zakończył jako najlepszy strzelec San Martín i jeden z najskuteczniejszych zawodników rozgrywek.
Latem 2008 Bravo na zasadzie wolnego transferu został zawodnikiem meksykańskiej drużyny Pumas UNAM z siedzibą w stołecznym mieście Meksyk. Wskutek problemów z kontraktem zawodnika (argentyńska federacja piłkarska i jego dotychczasowy klub uważały, że piłkarz ma wciąż ważną umowę z Colónem) jego certyfikat dotarł do nowej ekipy dopiero dwa miesiące po ogłoszeniu transferu, wobec czego w meksykańskiej Primera División zadebiutował dopiero 21 września 2008 w przegranym 0:1 pojedynku z San Luis. Początkowo w Pumas pełnił rolę rezerwowego, lecz po upływie kilku miesięcy wywalczył sobie niepodważalne miejsce w wyjściowej jedenastce. Premierowego gola w lidze meksykańskiej strzelił 25 stycznia 2009 w wygranej 1:0 konfrontacji z Santosem Laguna i w tym samym, wiosennym sezonie Clausura 2009 zdobył ze swoją ekipą tytuł mistrza Meksyku, będąc wówczas najskuteczniejszym piłkarzem ekipy prowadzonej przez szkoleniowca Ricardo Ferrettiego. Podczas wiosennych rozgrywek Clausura 2011 osiągnął z Pumas drugie w swojej karierze mistrzostwo Meksyku. Ogółem w Pumas spędził sześć lat, w międzyczasie otrzymując meksykańskie obywatelstwo.
W lipcu 2014 Bravo przeszedł do ówczesnego mistrza Meksyku – zespołu Club León, w ramach rozliczenia za transfer Matíasa Britosa. Tam spędził rok, będąc jednak wyłącznie rezerwowym dla Mauro Bosellego i Miguela Sabaha, po czym udał się na półroczne wypożyczenie do beniaminka pierwszej ligi – ekipy Dorados de Sinaloa z miasta Culiacán, gdzie mimo regularnych występów nie zdobył żadnego gola w lidze. W późniejszym czasie został wypożyczony po raz kolejny, tym razem na rok do zespołu Santos Laguna z siedzibą w Torreón; tam także zanotował średnio udany pobyt, nie odnosząc większych sukcesów. W styczniu 2017 jako wolny zawodnik przeniósł się do Tiburones Rojos de Veracruz.

## Statystyki kariery
| Colón         | 2004–2005 | Argentyna | Primera División | 3   | 0  | —  | —        | —        | —  | —   | 3   | 0  |
| Colón         | 2005–2006 | Argentyna | Primera División | 1   | 0  | —  | —        | —        | —  | —   | 1   | 0  |
| Colón         | 2006–2007 | Argentyna | Primera División | 11  | 0  | —  | —        | —        | —  | —   | 11  | 0  |
| San Martín SJ | 2007–2008 | Argentyna | Primera División | 22  | 9  | —  | —        | —        | —  | —   | 22  | 9  |
| UNAM          | 2008–2009 | Meksyk    | Liga MX          | 25  | 7  | —  | —        | LMC      | 5  | 2   | 30  | 9  |
| UNAM          | 2009–2010 | Meksyk    | Liga MX          | 32  | 7  | —  | —        | LMC      | 4  | 1   | 36  | 8  |
| UNAM          | 2010–2011 | Meksyk    | Liga MX          | 41  | 10 | —  | —        | SL       | 3  | 0   | 44  | 10 |
| UNAM          | 2011–2012 | Meksyk    | Liga MX          | 34  | 5  | —  | —        | LMC      | 9  | 4   | 43  | 9  |
| UNAM          | 2012–2013 | Meksyk    | Liga MX          | 32  | 9  | 2  | 1        | —        | —  | —   | 34  | 10 |
| UNAM          | 2013–2014 | Meksyk    | Liga MX          | 28  | 11 | 6  | 3        | —        | —  | —   | 34  | 14 |
| León          | 2014–2015 | Meksyk    | Liga MX          | 25  | 3  | —  | —        | LMC      | 4  | 0   | 29  | 3  |
| Dorados       | 2015–2016 | Meksyk    | Liga MX          | 15  | 0  | 5  | 1        | —        | —  | —   | 20  | 1  |
| Santos Laguna | 2015–2016 | Meksyk    | Liga MX          | 16  | 4  | —  | —        | LMC      | 4  | 2   | 20  | 6  |
| Santos Laguna | 2016–2017 | Meksyk    | Liga MX          | 17  | 1  | 3  | 2        | —        | —  | —   | 20  | 3  |
| Veracruz      | 2016–2017 | Meksyk    | Liga MX          | 12  | 0  | 2  | 0        | —        | —  | —   | 14  | 0  |
| Veracruz      | 2017–2018 | Meksyk    | Liga MX          |     |    |    |          | —        | —  | —   |     |    |
| Ogółem        |           |           |                  |     |    |    |          |          |    |     |     |    |
| Argentyna     | Argentyna | Argentyna | 37               | 9   | —  | —  | —        | —        | —  | 37  | 9   |    |
| Meksyk        | Meksyk    | Meksyk    | 277              | 57  | 18 | 7  | LMC + SL | 29       | 9  | 324 | 73  |    |
| Ogółem        | Ogółem    | Ogółem    | Ogółem           | 314 | 66 | 18 | 7        | LMC + SL | 29 | 9   | 361 | 82 |

Legenda:
- LMC – Liga Mistrzów CONCACAF
- SL – SuperLiga